# Хосе Енріке Родо
Хосе Енріке Каміло Родо́ Піньєйро (ісп. José Enrique Camilo Rodó Piñeyro 15 липня 1871, Монтевідео — 1 травня 1917, Палермо) — уругвайський письменник-есеїст, політичний діяч, педагог.

## Життєпис
Пристрасть до читання проявилася в ранньому дитинстві. Навчився читати в 4 роки за допомогою сестри. Не довчився в ліцеї, після смерті батька був змушений в 14 років піти працювати. З 1895 публікувався в періодиці. У 1898 очолив кафедру літератури в університеті Монтевідео. У політиці дотримувався ліберально-республіканських поглядів, був близький до Хосе Батльє-і-Ордоньєса і його партії Колорадо, з 1902 тричі обирався депутатом парламенту від Монтевідео. В останній період життя був кореспондентом аргентинського тижневика Caras y Caretas в Італії, де і помер.
У 1920 його прах був перенесений до Монтевідео.

## Творчість
Величезний вплив на латиноамериканську громадську думку зробили і продовжують робити есеїстичні книги Родо, в яких він відстоював ідеї латиноамериканської самобутності і незалежності від США: Аріель (1900), Мотиви Протея (1909, з пізнішими доповненнями), Спостережна вишка Просперо (1913). Ідеї Родо, його образи Аріеля і Калібана, висхідні до шекспірівської драми Буря, розвивали Еме Сезер, Роберто Фернандес Ретамар та інші публіцисти Латинської Америки. Монографії про письменника належать Емірові Родрігесу Монегалю (1950), Маріо Бенедетті (1966).

## Книги
- La novela nueva (1897)
- El que vendrá (1897)
- Rubén Darío. Su personalidad literaria. Su última obra (1899)
- Ariel (1900)
- Liberalismo y Jacobinismo (1906)
- Motivos de Proteo (1909)
- El mirador de Próspero (1913)
- El camino de Paros (1918, посмертно)
- Hombres de América: Montalvo-Bolívar-Rubén Darío (1920, посмертно)
- Epistolario (1921, посмертно)
- Nuevos motivos de Proteo (1927, посмертно)
- Últimos motivos de Proteo (1932, посмертно)

## Пам'ять
- Ім'я письменника носять:
  - місто Хосе-Енріке-Родо на південному заході Уругваю, на території департаменту Соріано .
  - парк і квартал в Монтевідео .
- Відома мексиканська кінопремія Аріель названа на честь книги Х. Е. Родо.
- До столітнього ювілею письменника, в 1971 р, в Уругваї випущені монети номіналом в 50 песо c його портретом.